# La fuente amarilla
La fuente amarilla es una película española de 1999, dirigida por Miguel Santesmases.

## Argumento
Un viaje a las interioridades de la mafia china en España: una joven llamada Lola intenta averiguar quién mató a sus padres, chino él y española ella. Lola vio cómo los tiroteaban y en su búsqueda conoce a Sergio, un joven tímido, con el que intentará infiltrarse en la mafia china para investigar la muerte de padres.